# 隱形兵團113
《隱形兵團113》是如果兒童劇團製作的中華電視公司兒童節目，2001年10月開播，趙自強兼任製作人、主持人與旁白。以戲劇透過電視節目的方式，向兒童與家長表達正確的教育概念。節目名稱中與劇情中的「113」，取自2001年中華民國內政部設置的婦幼保護專線113，讀作「一一三」而不是「一百一十三」。

## 人物
隊長（趙自強飾）
是隱形兵團的領隊。主要負責傳達指令，讓劇中的兒童不再受到傷害，以達保護其安全的目的。
叭不叭
熊貓外型的隱形兵團成員，主要負責到住家保護兒童的安全。可透過掛在兒童身上的「叭不叭項鍊」偵測到心跳，適時地下達「113」指令，以保護兒童的安全。在劇中，只有小孩才能看到叭不叭的樣子與外型，大人無法察覺與看到。

## 設定
113
即隱形兵團所下達的第一指令。其中第一個「1」指的是可讓時間暫停一分鐘，讓叭不叭適時出現，好讓孩童能夠因「時間凍結」適時逃離危險。
叭不叭項鍊
佩掛在孩童身上的項鍊，由南瓜博士研發與製造。只要此項鍊偵測到小孩的心跳過於快速，則可讓隊長得知後即刻下達「113」指令，讓熊貓叭不叭保護兒童的安全。

## 事件
- 2001年12月1日，因播出《選舉看華視Ⅰ－九十年縣市長及立法委員選舉特別報導》，《隱形兵團113》暫停播出一集
- 2002年1月19日，因節目時段異動，《隱形兵團113》暫停播出一集
- 2002年6月1日第三十二集節目，因節目時段異動，《隱形兵團113》改至下午02:00播出
- 2002年6月15日，因播出《2002世界盃足球賽Ⅱ》（十六強賽，德國隊對巴拉圭隊）節目，《隱形兵團113》暫停播出一集
- 2002年6月22日，因播出《2002世界盃足球賽Ⅱ》（八強賽，西班牙隊對南韓隊）節目，《隱形兵團113》暫停播出一集
- 2002年7月20日第三十七集節目起至第四十集節目為止，《隱形兵團113》節目改至下午05:30播出

## 另見
- 《水果冰淇淋》